# Eupithecia breviculata
Eupithecia breviculata är en fjärilsart som beskrevs av Donzel 1837. Eupithecia breviculata ingår i släktet Eupithecia och familjen mätare. Inga underarter finns listade i Catalogue of Life.